# Tokiharu Abe
Pour les articles homonymes, voir Abe.
Tokiharu Abe est un ichtyologiste japonais, né le 3 avril 1911 et mort le 9 août 1996 à Tokyo.
Il travaille pour au muséum de l'université de Tokyo. Ses recherches sur la classification des Tetraodontidae (Teleostei) de l’Asie du Sud-Est, en particulier sur le genre Takifugu (ou fugu) qu’il décrit en 1949. Il décrit ensuite des espèces comme Sagamichthys abei, Centroscyllium kamoharai et Fugu obscurus.
Deux espèces lui ont été dédiées : Tetraodon abei Roberts, 1998 et Chaunax abei Le Danois 1978. Il est un membre honoraire étranger de l’American Society of Ichthyologists and Herpetologists (ASIH).
Il meurt des suites d’une hémorragie intra-cérébrale.

## Taxons
Voici quelques genres et espèce dont Tokiharu Abe est l'auteur:
- Takifugu Abe, 1949
- Takifugu chinensis (Abe, 1949) (ou Sphoeroides rubripes chinensis)
- Takifugu obscurus (Abe, 1949)
- Tokudaia osimensis (Abe, 1934)
- Centroscyllium kamoharai Abe, 1966
- Fugu obscurus (Abe 1949) (ou Sphoeroides ocellatus obscurus)